# Echiochilon longiflorum
Echiochilon longiflorum là loài thực vật có hoa trong họ Mồ hôi. Loài này được Benth. mô tả khoa học đầu tiên năm 1879.